# چول‌لو اوشاغی (کوزان)
چول‌لو اوشاغی (به ترکی استانبولی: Çulluuşağı) یک منطقهٔ مسکونی در ترکیه است که در قوزان (ترکیه) واقع شده‌است.